# Тассулло
Тассулло (итал. Tassullo) — упразднённая коммуна в Италии, расположена в провинции Тренто области Трентино-Альто-Адидже.
Население составляет 1756 человек, плотность населения составляет 135 чел./км². Коммуна занимала площадь 13,54 км². 
Почтовый индекс — 38010. Телефонный код — 0463.
Покровительницей коммуны почитается Пресвятая Богородица. Её Успение ежегодно празднуется 15 августа.